# Iglesia de Santa María del Azogue (Valderas)
La parroquia de Santa María del Azogue se encuentra en la parte sur de la plaza Mayor de la localidad española de Valderas , en el solar donde estuvo parte de la fortificación de esta ciudad. Está documentada en el año 1144 en la catedral de León. Se modificó a mitad del siglo XVII y en el XIX. Es de planta basilical con ábside cuadrado, con tres naves y bóvedas de crucería, más una gran cúpula sin linterna. La torre es herencia de la fortaleza. Adosada a ella hay un pórtico.

## Retablo mayor

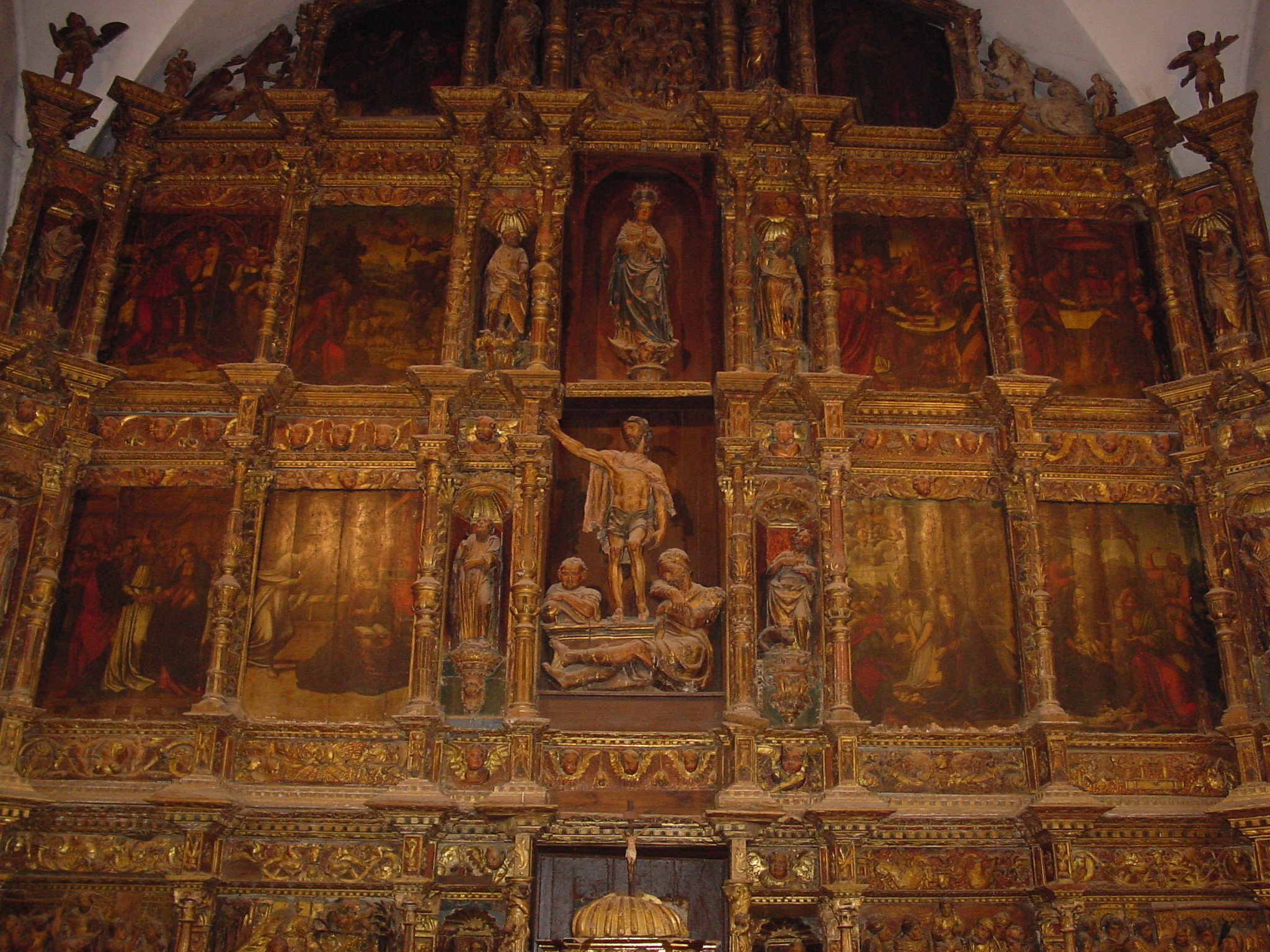
Retablo mayor.

La estructura del retablo o soporte arquitectónico pertenece al estilo plateresco del siglo XVI, de autor desconocido, cuyas tallas son de influencia de Berruguete. Es un retablo pictórico y escultórico. Está dividido en cinco calles y dos entrecalles (más estrechas que las anteriores y limitadas por columnas), más las dos entrecalles de las polseras. Todas las columnas que limitan las calles son elegantes balaustres. Horizontalmente consta de cuatro cuerpos que están divididos por frisos adornados de grutescos, ángeles y guirnaldas.
El primer cuerpo está formado por cuatro relieves, dos a cada lado del sagrario. Representan Jesús entre los doctores, Dormición de la Virgen, Matanza de los Inocentes y Huida a Egipto.

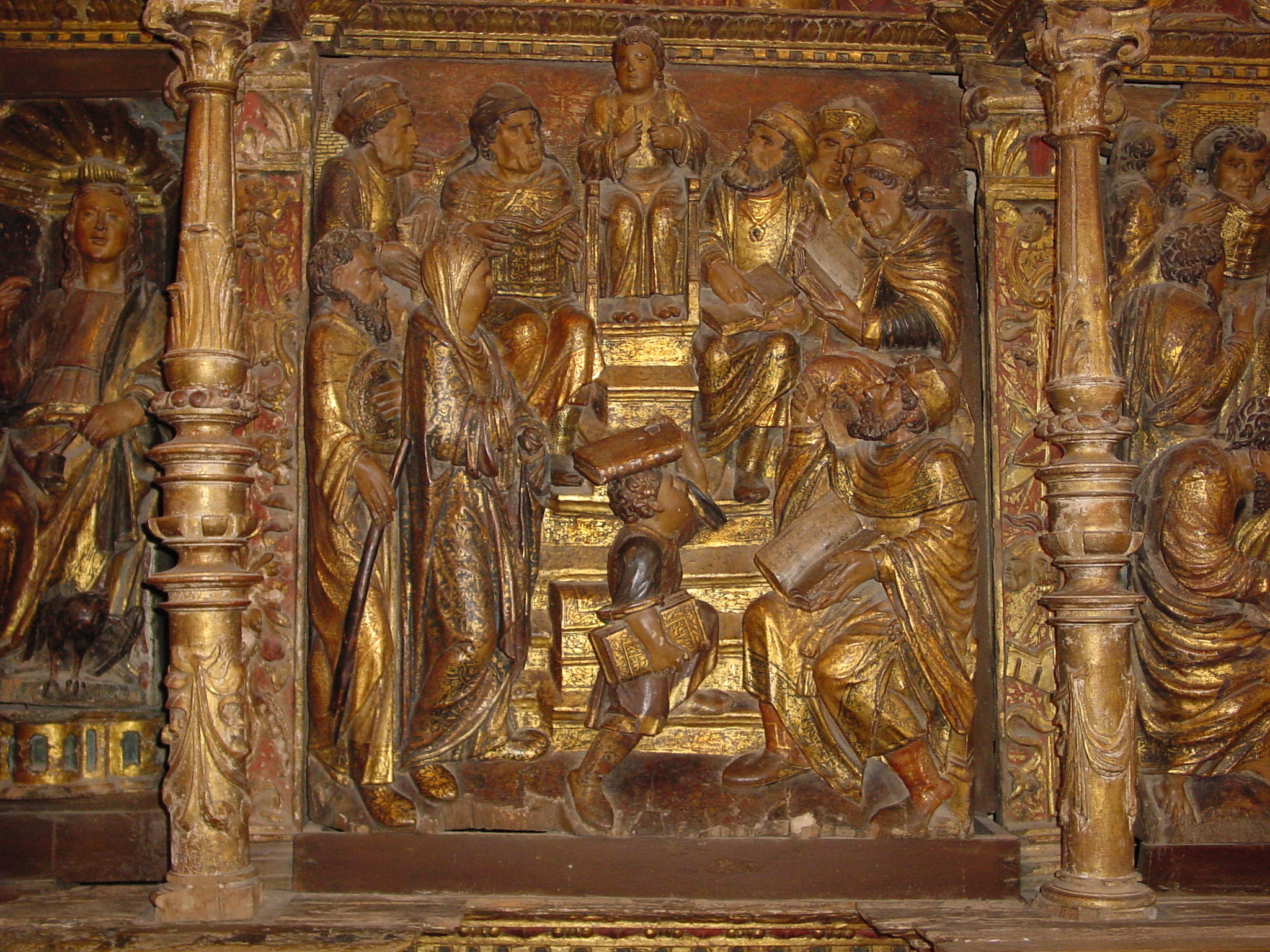
Jesús entre los doctores
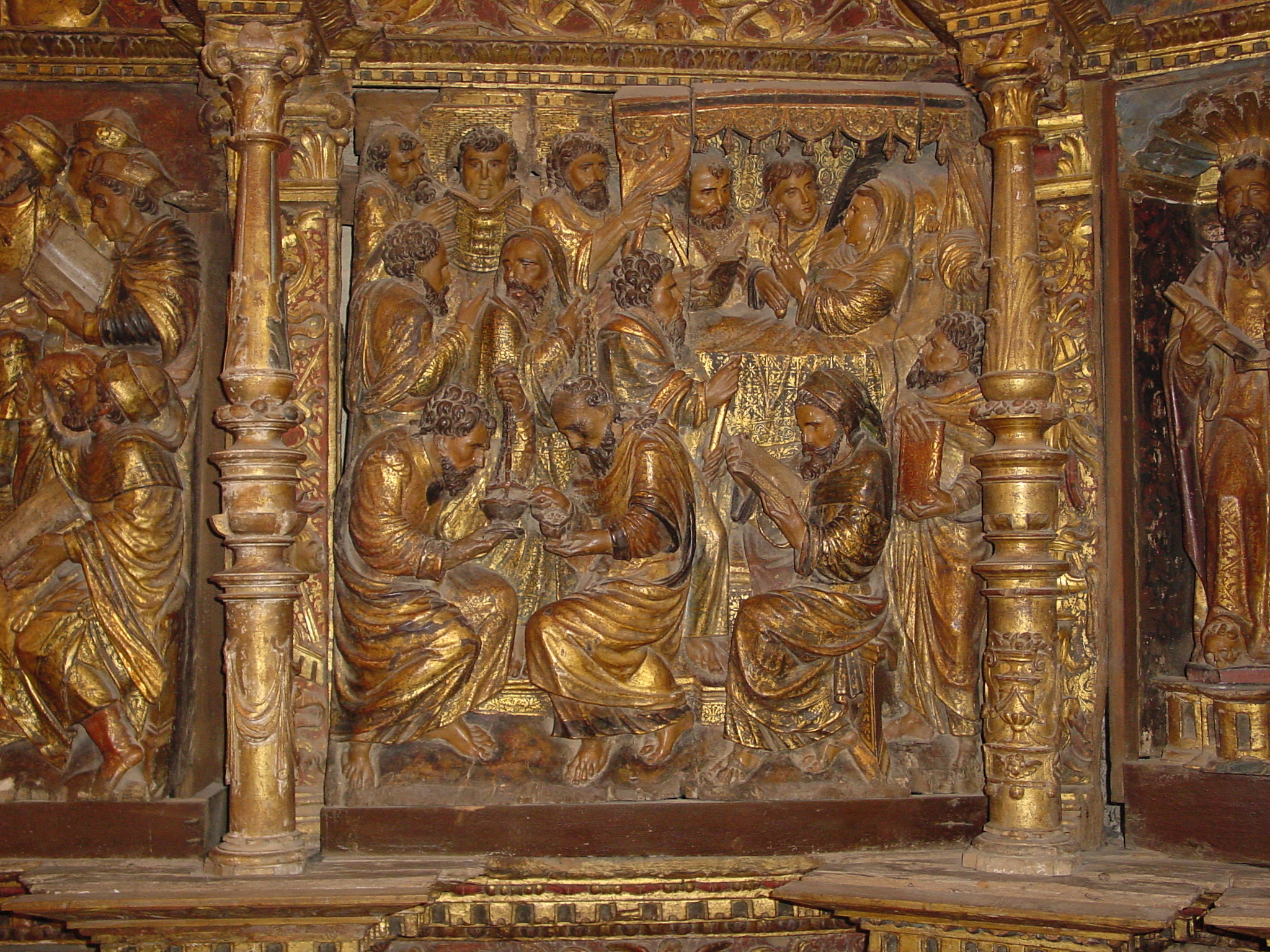
Dormición de la Virgen
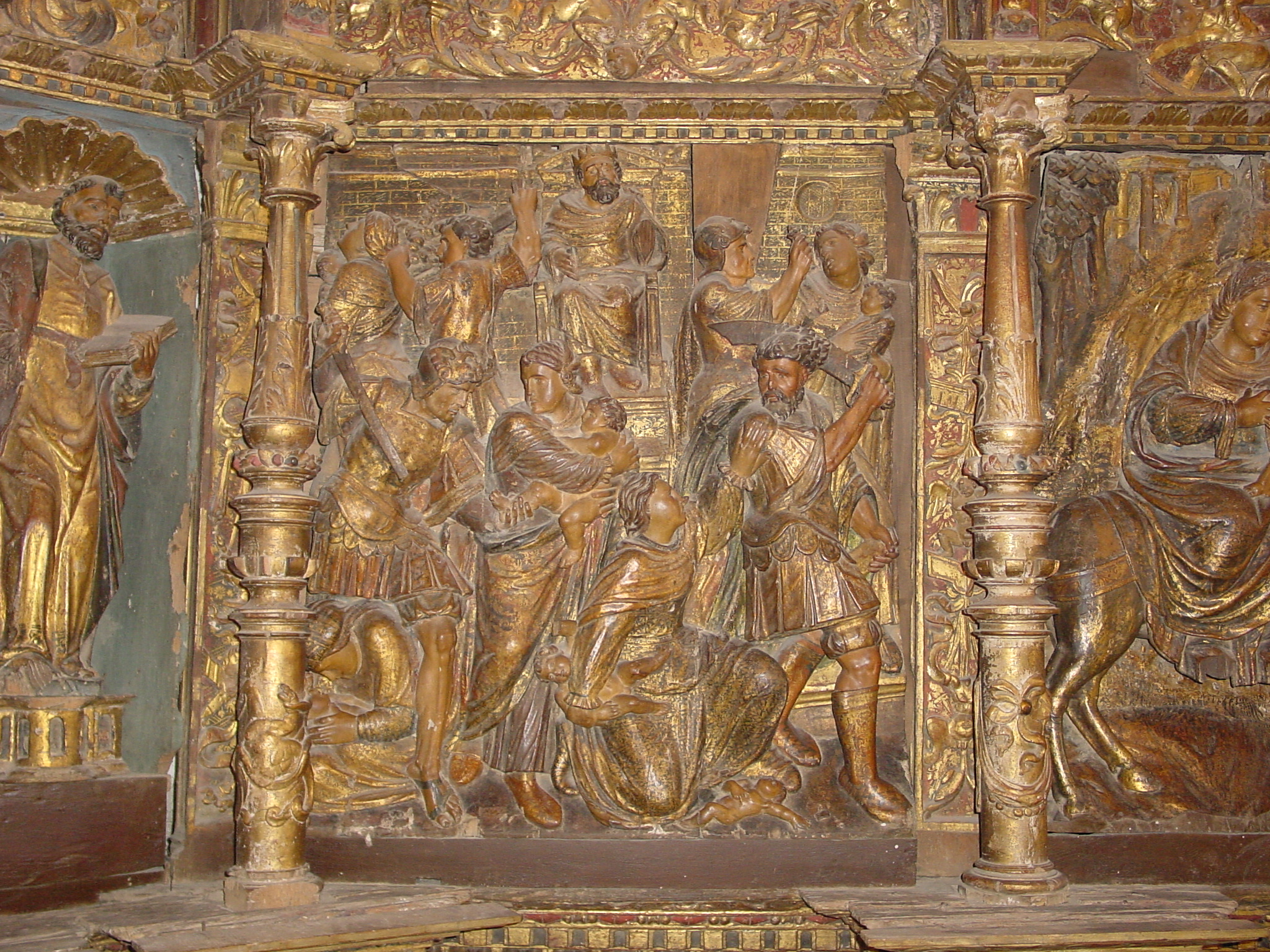
Matanza de los Inocentes

El resto está ocupado por pinturas sobre tabla con excepción de las entrecalles que tienen esculturas y de la calle central donde puede verse un grupo un grupo de la Resurrección, una escultura de la Asunción y un relieve del Descendimiento. 

## Otros retablos

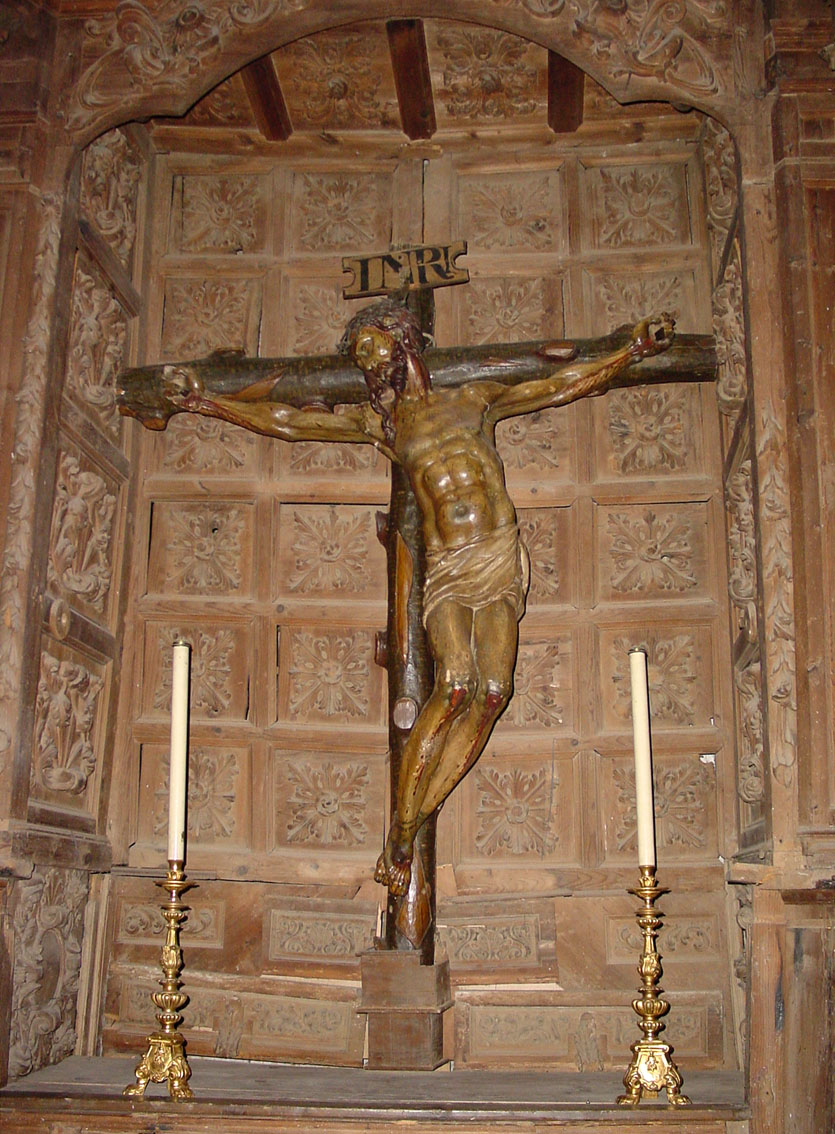
Cristo de la Concha

Además del retablo mayor hay otros cuatro de estilo barroco, de la escuela castellana del siglo XVII. Dos de ellos se encuentran en los brazos del crucero, siendo su autor Juan Fernández de Rioseco. Los otros dos están también en el crucero, a derecha e izquierda del ábside. Uno de estos dos es bastante austero, con ornamentación de casetones. Sobre este espacio con forma de concha está colocada la talla renacentista (de la escuela de Berruguete) de un cristo llamado de la Concha que tiene la particularidad de presentar una forma curvada hacia su izquierda, saliéndose la figura del palo de la cruz.